# Aleksandra Chomać
Aleksandra Małgorzata Chomać (ur. 24 kwietnia 1985 w Sokołowie Podlaskim) – polska koszykarka występująca na pozycji środkowej, reprezentantka i mistrzyni Polski.

## Kariera sportowa

### Kariera klubowa
Karierę rozpoczęła w SMS PZKosz Łomianki w 2000. Po ukończeniu szkoły w 2004, została zawodniczką Lotosu Gdynia, z którym sięgnęła po mistrzostwo Polski w 2005. W trakcie sezonu 2005/2006 została wypożyczona do AZS Meblotap Chełm. Następnie występowała AZS PWSZ Gorzów Wielkopolski (2006-2008 i brązowy medal mistrzostw Polski w 2008), Utex ROW Rybnik (2008/2009), Energi Toruń (runda jesienna sezonu 2009/2010 zakończonego dla toruńskiego zespołu brązowym medalem mistrzostw Polski), Artego Bydgoszcz (runda wiosenna sezonu 2009/2010) i Blachy Pruszyński Lider Pruszków (2010-2012).

### Kariera reprezentacyjna
Występowała w reprezentacji Polski w różnych grupach wiekowych, grała m.in. na mistrzostwach Europy juniorek w 2002 (6. miejsce), mistrzostwach Europy U-20 w 2004 (6. miejsce) 2005 (2. miejsce). W reprezentacji seniorskiej występuje od 2007, uczestniczyła w Mistrzostwach Europy w 2011 (11. miejsce).